# Satsuma Gishiden
Satsuma Gishiden és un manga del gènere gekiga creat per Hiroshi Hirata. Per a la seua creació l'autor es va documentar al respecte. Mostra la vida d'uns samurais al segle XVIII sense uns protagonistes fixos, sinó que va mostrant com era la vida durant l'Era Tokugawa amb personatges que solen morir prompte durant la història i que tenen conflictes entre l'honor i la moralitat.

## Història de la publicació a l'estranger
El 2004 a França l'editorial Delcourt el va reeditar.
El 2006 Dark Horse publicà el primer tom als Estats Units d'Amèrica. Solament es publicaren tres toms per les poques vendes.
El 2009 a l'Estat Espanyol l'editorial Dolmen el publicà.